# Этическая политика Нидерландов
Этическая политика Нидерландов (Ethische Politiek) — официальная политика колониального правительства Индонезии в течение четырех десятилетий с 1901 года до японской оккупации 1942 года. В 1901 году голландская королева Вильгельмина объявила, что Нидерланды приняли на себя этическую ответственность за благополучие своих колониальных подданных. Это объявление резко контрастировало с прежней официальной доктриной о том, что Индонезия является регионом для получения прибыли. Это стало началом современной политики развития, тогда как другие колониальные державы говорили о цивилизационной миссии, которая в основном включала распространение их культуры среди колонизированных народов. 
Этическая политика Нидерландов подчеркивает улучшение материальных условий жизни. Однако политика страдала от серьезного недофинансирования, завышенных ожиданий, неприятия в голландском колониальном истеблишменте и в значительной степени прекратила свое существование к началу Великой депрессии в 1930 году.

## Формулирование голландской этической политики
В 1899 году либеральный голландский адвокат Конрад Теодор ван Девентер опубликовал эссе в голландском журнале De Gids, в котором утверждалось, что колониальное правительство несет моральную ответственность за возвращение богатства, полученного голландцами из Ост-Индии, коренному населению. 
Журналист Питер Брушуфт (1845–1921) писал о моральной обязанности голландцев обеспечивать больше для народов Ост-Индии. При поддержке социалистов и обеспокоенного голландского среднего класса он проводил кампанию против несправедливости колониального режима. Он назвал индонезийские коренные народы «детскими» и нуждающимися в помощи, а не в угнетении. Газеты были одним из немногих средств коммуникации Ост-Индии с парламентом Нидерландов, и в качестве редактора De Locomotief, крупнейшей голландской газеты в Индии, он опубликовал статью Сноука-Хургронье о понимании индонезийцев. Брушуфт послал репортеров на архипелаг, чтобы писать местных событиях; они сообщили о бедности, неурожаях, голоде и эпидемиях в 1900 году. Адвокаты и политики, поддерживающие кампанию Брушуфта, имели аудиенцию у королевы Вильгельмины и утверждали, что Нидерланды должны отдать народам Индии «долг чести». 
В 1901 году королева по совету своего премьер-министра Христианской антиреволюционной партии официально провозгласила доброжелательную «этическую политику», которая была направлена на то, чтобы принести прогресс и процветание народам Ост-Индии. Голландское завоевание Ост-Индии объединило их как единое колониальное образование к началу 20-го века, что было основополагающим для реализации политики.
Сторонники этической политики утверждали, что финансовые переводы не должны производиться в Нидерланды, в то время как коренные народы архипелага жили в бедности.

## Цели
Сторонники этической политики были обеспокоены социальными и культурными условиями, в которых жило коренное население. Они пытались повысить осведомленность аборигенов о необходимости освободиться от оков феодальной системы и развиваться по западному образцу. 
17 сентября 1901 года в своем выступлении на престоле перед Генеральными Штатами недавно коронованная королева Вильгельмина официально сформулировала новую политику — голландское правительство несет моральные обязательства перед коренными народами Голландской Ост-Индии, которые можно обобщить как «Три политики»: ирригации, трансмиграции и образования. 

### Ирригация
Этическая политика способствовала усилиям по улучшению жизни простых людей посредством ирригационных программ, введения банковских услуг для коренного населения и субсидий для местной промышленности и ремесел. 

### Миграция
Этическая политика впервые ввела концепцию переселения из перенаселенной Явы в менее густонаселенные районы Суматры и Калимантана, начиная со спонсируемых правительством схем с 1905 года. Однако число людей, перемещенных в период Этической политики, было ничтожной долей прироста населения на Яве за тот же период. 

### Образование
Открытие западного образования для коренных индонезийцев началось только в начале 20-го века; в 1900 году в европейские школы поступило только 1500 человек против 13 тысяч европейцев. Однако к 1928 году 75 000 индонезийцев закончили западное начальное образование в почти 6500 средних школ, хотя это все еще была небольшая часть населения.

## Оценка
Этическая политика была первой серьезной попыткой создать программы экономического развития в тропиках. Она отличалась от «цивилизационной миссии» других колониальных держав тем, что была направлена на материальное благополучие, а не передачу культуры. Образовательный компонент политики был в основном техническим. Политика сталкивалась с двумя проблемами. Во-первых, бюджеты, выделяемые на программы Политики, никогда не были достаточными для достижения ее целей, в результате чего многие должностные лица колоний разочаровались в возможности достижения долгосрочного прогресса. Финансовые ограничения Великой депрессии положили конец Политике. Во-вторых, образовательные программы Политики внесли значительный вклад в национальное возрождение Индонезии, предоставив индонезийцам интеллектуальные инструменты для сопротивления колониальному правлению. В результате многие в колониальном истеблишменте рассматривали этическую политику как ошибку, которая противоречила интересам Нидерландов.

## Известные этические политики
- Виллем Энтони Энгельбрехт

### Общие ссылки
- Robert Cribb 'Development policy in the early 20th century', in Jan-Paul Dirkse, Frans Hüsken and Mario Rutten, eds, Development and social welfare:  Indonesia’s experiences under the New Order (Leiden: Koninklijk Instituut voor Taal-, Land- en Volkenkunde, 1993), pp. 225–245. Архивная копия от 23 июня 2018 на Wayback Machine

## Внешние ссылки
- Статья: Этическая политика